# Casa de las Humanidades

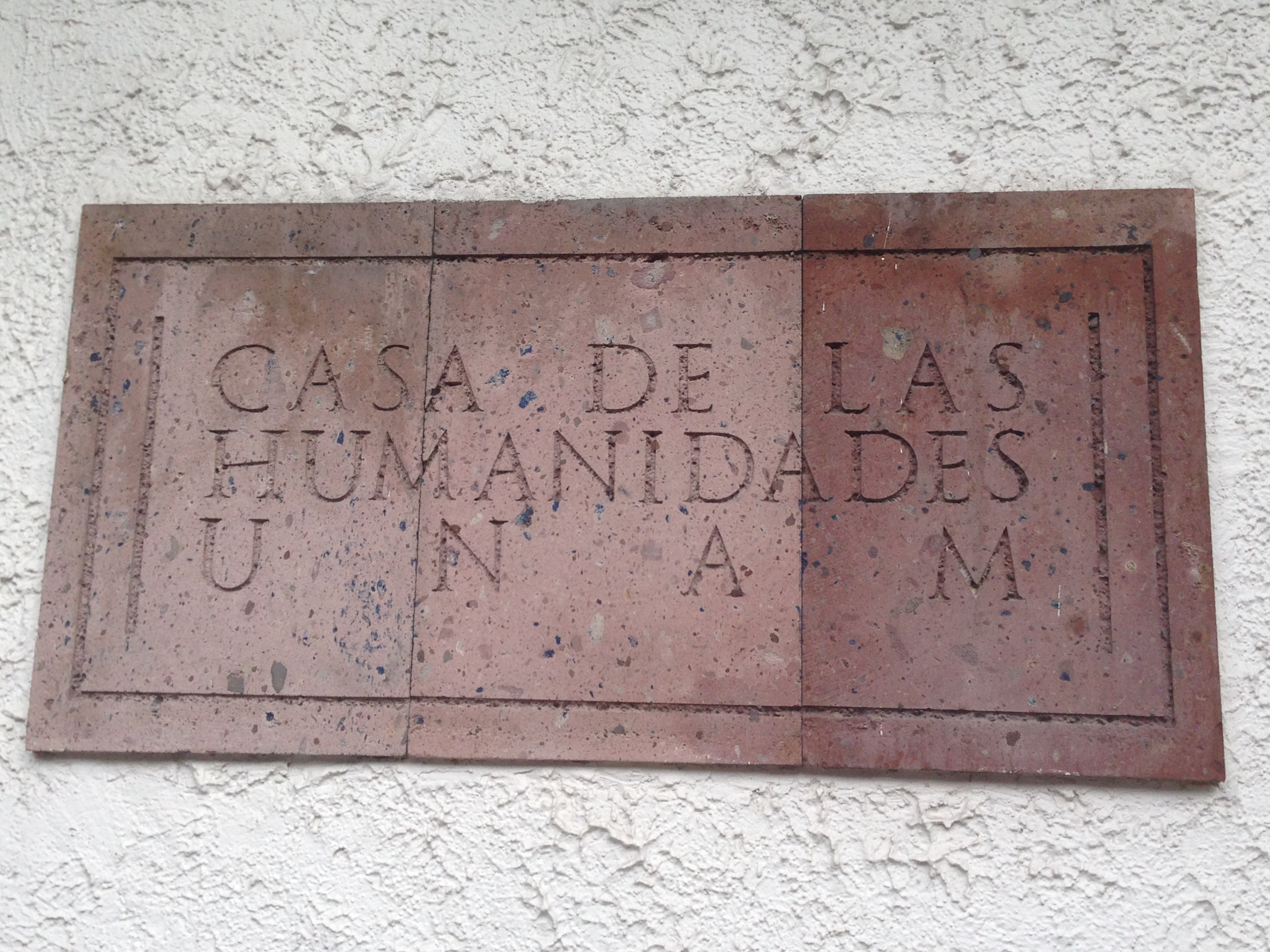
Placa de la Casa de las Humanidades, localizada en la entrada del recinto.

La Casa de las Humanidades es un recinto cultural que pertenece a la Universidad Nacional Autónoma de México desde 1999.

## Historia
Localizada en la delegación Coyoacán, fue de 1979 a 1989 un espacio dedicado a actividades relacionadas con la salud pública, en colaboración con organizaciones y asociaciones de esa área. En los siguientes nueve años fue sede del Sistema de Universidad Abierta de la UNAM y contó con una imprenta y antena de transmisión para la difusión de contenidos para la educación abierta. Fue en 1999 cuando, por la Huelga estudiantil de la UNAM (1999-2000), se convirtió en sede alterna de la Coordinación de Humanidades. Un año después, se fundó el recinto cultural con el nombre de Casa de las Humanidades.

## Eventos
La Casa de Humanidades realiza diferentes actividades culturales tales como talleres de lectura, cursos, conferencias y seminarios enfocados a promover la cultura, literatura, cine e historia. También organiza presentaciones de libros sobre humanidades, ciencias sociales y filosofía.